# Extrême Limite (écurie)
Extrême Limite, anciennement Extrême compétition est une écurie de sport automobile française fondée en 2005 par Patrice Roussel. Elle est basée à Fay-de-Bretagne,. L'écurie organise des stages pilotages et entretient des voitures de sport, comme des Venturi, et des Lotus.

## Historique

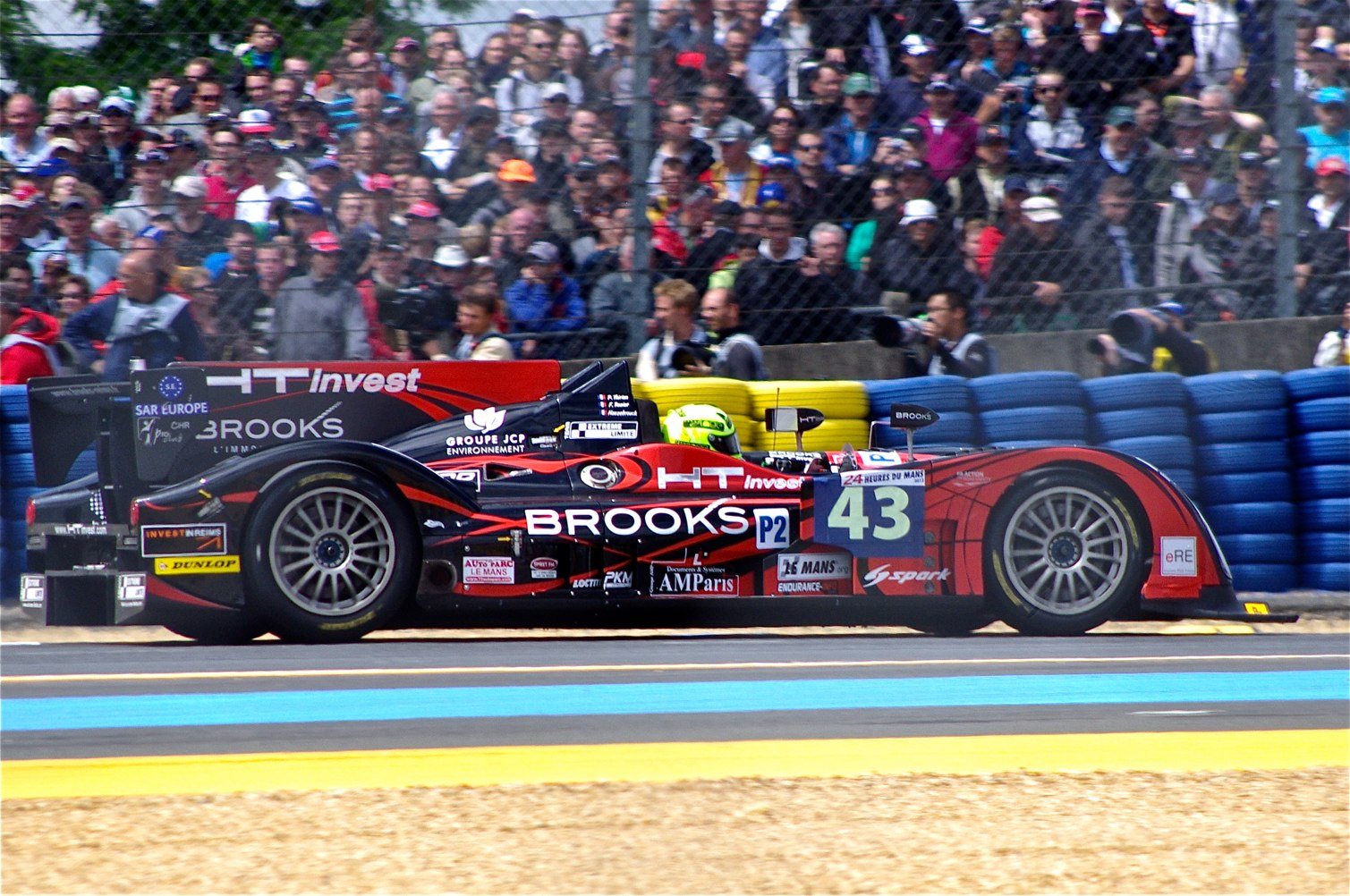
La Norma M200P de l'écurie lors des 24 Heures du Mans 2012.

L’écurie compte deux participations aux 24 Heures du Mans en LMP2, en 2011 et 2012. L'écurie est également engagée dans le championnat VdeV,. L'écurie obtient un podium en catégorie LMP2 lors des 6 Heures d'Estoril 2011.
En mars 2013, alors qu'elle figurait sur la liste des participants, l'écurie déclare forfait pour les 24 Heures du Mans.
En juin 2015, l'écurie fait l'acquisition d'une LMP3, dans l'objectif de courir en European Le Mans Series,.
Désormais équipée de plusieurs Formule 4 Tatuus, elle permet à de nombreux jeunes pilotes de venir s'entrainer.